# Koronograf

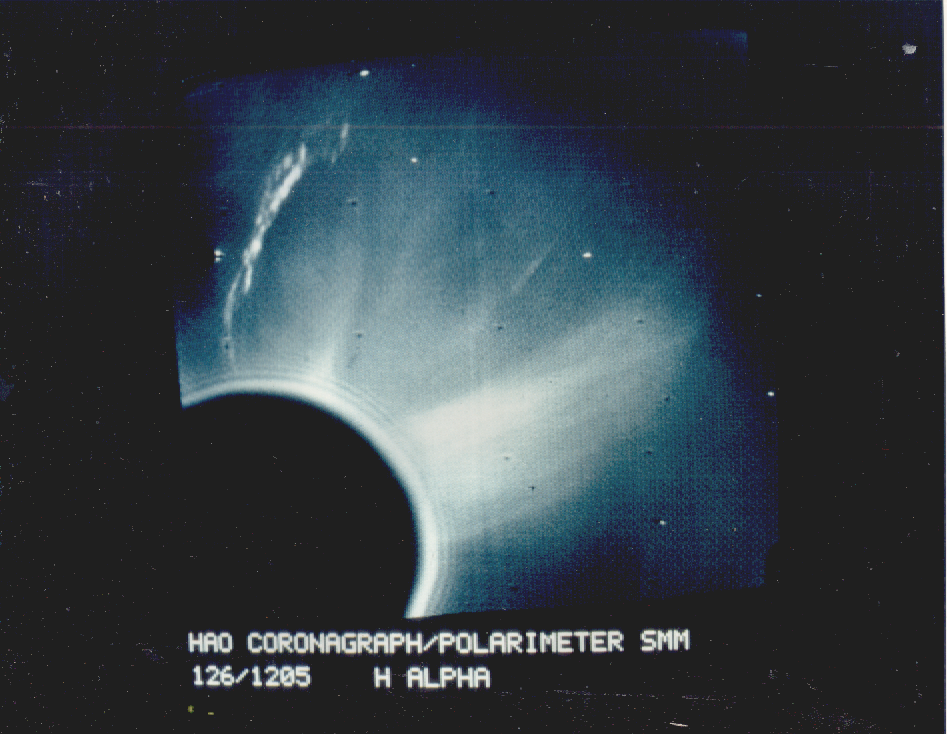
Snímek Slunce z koronografu

Koronograf je dalekohled, umožňující pozorovat sluneční korónu a protuberance. Vnitřní korónu Slunce je možno pozorovat do vzdálenosti několika úhlových minut od slunečního disku, podstatně slabší vnější korónu jen při úplném zatmění Slunce nebo z družic nad zemskou atmosférou.
První koronograf zkonstruoval v roce 1930 francouzský astronom Bernard Lyot. Objektivem dalekohledu je jednoduchá přesně vybroušená čočka. V ohnisku objektivu koronografu je umístěná clona (umělý Měsíc), která odstiňuje světlo sluneční fotosféry (umělé zatmění Slunce). Koronograf vyžaduje prostředí se sníženou prašností, proto bývá umísťován ve vysokohorských podmínkách (například na Slovensku na koronální stanici na Lomnickém štítu) nebo na vesmírné observatoře.